# Cyllene (satelit)
Cyllene /ki'le.ne/, cunoscut și sub numele de Jupiter XLVIII, este un satelit natural al lui Jupiter. A fost descoperit de o echipă de astronomi de la Universitatea din Hawaii condusă de Scott S. Sheppard⁠(d) în 2003, primind denumirea temporară S/2003 J 13.  
Cyllene are aproximativ 2 kilometri în diametru și orbitează în jurul lui Jupiter la o distanță medie de (23,4 milioane km) 23.396.000 km în 731,099 zile (2,00 ani pământeni), la o înclinație de 140,149° față de ecliptică (139,543° față de ecuatorul lui Jupiter), într-o direcție retrogradă și cu o excentricitate de 0,4116.
A fost numit în martie 2005 după Cyllene, o naiadă ( nimfă de pârâu) sau oreadă (nimfă de munte) asociată cu Muntele Cyllene, Grecia.  Era o fiică a lui Zeus (Jupiter).
Aparține grupului Pasiphae, sateliți retrograzi neregulați  care orbitează în jurul lui Jupiter la distanțe cuprinse între 22,8 și 24,1 Gm și cu înclinații cuprinse între 144,5° și 158,3°.